# Francesc Puig i Sorribes
Francesc Puig i Sorribes fou un militar català, el qual va servir des del 1705 fins al 1713 com a capità amb el grau de coronel en el Regiment de Reials Guàrdies Catalanes.
Va néixer a Perafita vers el 1662. Era fill de Jaume Puig i Beuló, hereu del mas Puig de Perafita, i d'Eulàlia de Sorribes i Franch. Era el fill primogènit de set germans. Durant la Guerra dels Nou Anys (1688-1697) va lluitar amb la Companyia d'Osona, capitanejada pel seu pare, i sota el comandament del veguer de Vic, Ramon de Sala i Saçala.
El 17 de maig de 1705, juntament amb el seu pare, el seu germà Anton i altres notables de la comarca, va participar en la reunió del Pacte dels Vigatans. A finals de juliol i a principis d'agost, va combatre les tropes reials juntament amb els combatents vigatans, dirigits pel seu pare i Josep Moragues, entre d'altres. A finals d'agost va participar en el setge aliat a Barcelona i en l'atac a la guarnició borbònica que protegia la ciutat. A principis de setembre va passar cap a Girona amb part de les milícies vigatanes per obtindre la rendició de la ciutat i l'obediència a l'arxiduc Carles.
Pel gener del 1706, regnant l'arxiduc Carles i havent-se constituït el Regiment de Reials Guàrdies Catalanes, Francesc Puig i de Sorribes en va ser nomenat capità amb grau de coronel, càrrec que rebé també el seu germà Anton.
El 15 d'abril del 1706, durant el setge borbònic de Felip V a la ciutat de Barcelona, Francesc Puig, comandant un centenar de soldats del Regiment de Reials Guàrdies Catalanes, juntament amb el tinent coronel Antoni de Meca i Cardona, aconseguiren resistir l'atac de les tropes borbòniques al castell de Montjuïc. Una setmana més tard, juntament amb el seu pare, van ser nomenats caporals dels sometents per dirigir l'acció d'atac a les tropes borbòniques que es trobaven a Montjuïc.
Francesc Puig i de Sorribes va continuar exercint com a coronel del regiment de la Reial Guàrdia Catalana fins a l'any 1712, en què va ser nomenat governador de la vila i el castell de Berga. Aleshores al castell hi havia de guarnició un batalló del regiment austriacista de Granada, dirigit pel seu sergent major José Arley. Francesc Puig va mantindre el càrrec de governador del castell de Berga fins a la seua mort, ocorreguda el 28 de juny de 1713. Poc abans de morir, el governador Francesc Puig havia publicat un ban prometent 50 doblons a qui descobrís el botifler culpable d'haver embrutat una àliga bicèfala, símbol austriacista, amb un lema al cor que deia Ave Maria, sense pecat concebuda. En retirar-se cap a casa després d'haver fet públic el ban, un tal Niubó, amb d'altres de la seua quadrilla, li dispararen 2 trets de carrabina, dels que quedà ferit mortalment. El seu cadàver va ser enterrat a Vic.
Poc després de morir el governador Francesc Puig, la guarnició del castell de Berga va ésser lliurada a un destacament del regiment de la Diputació de Catalunya i aquest rendí el castell a l'exèrcit borbònic el 12 de juliol del mateix any.